# Passeport albanais
Le passeport albanais est un document de voyage international délivré aux ressortissants albanais, et qui peut aussi servir de preuve de la citoyenneté albanaise. 

## Liste des pays sans visa ou visa à l'arrivée
- Ghana
- France, 90 jours sans visa.